# Tandon Motorcycles
Tandon Motorcycles fou un fabricant de motocicletes britànic amb seu a Watford (Hertfordshire) que tingué activitat entre el 1947 i el 1959.
Fundada per Devdutt Tandon, nascut a l'Índia, l'empresa volia exportar inicialment la seva producció a aquell país i, més endavant, a altres països del tercer món. El pla inicial d'exportació de Tandon, però, no es va arribar a materialitzar mai i la Milemaster, el seu primer model, es va acabar comercialitzant al Regne Unit fins al 1952.

## La Milemaster 122

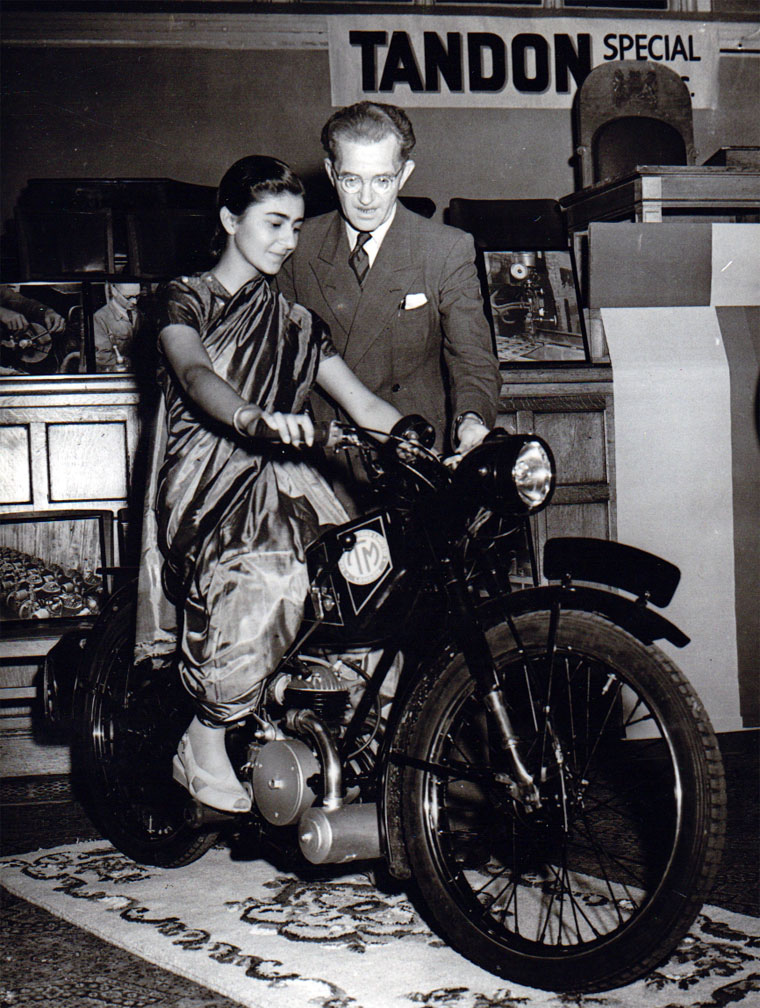
Una noia índia provant la Tandon Milemaster de 122 cc als anys 50

El primer model de la marca, la Milemaster de 122 cc, amb motor de dos temps Villiers, tenia una configuració elemental: canvi de velocitats manual, selló de bicicleta i absència de suspensió posterior. Aquesta simplicitat de disseny reflectia el mercat d'exportació escollit, on les Tandon s'hi havien d'enviar en forma de joc de peces totalment desmuntat (CKD) preparat per al seu muntatge des de zero (de fet, un treballador de la fàbrica de Watford va trigar només vuit hores a muntar completament quatre Milemaster). Tandon va aconseguir una bona publicitat quan Pandit Nehru, el primer ministre de l'Índia, va ser fotografiat dalt d'una Milemaster mentre visitava Caxton Hall el 1948.
Tot i que el disseny i la fabricació de la Milemaster havia demostrat "una bona reflexió", les Tandon tenien mala reputació i gaudien d'una popularitat limitada. Malgrat el seu enfocament simplista, nascut d'una filosofia de disseny destinada al mercat del tercer món, finalment no es van vendre prou barates per a atraure els compradors amb menys poder adquisitiu ni van tenir prou qualitat com per a rivalitzar amb altres marques similars de motocicletes lleugeres. Malgrat tot, hi va haver aspectes positius: la conducció de la Milemaster fou descrita com a "una gran experiència" ("an absolute hoot to ride"), amb un "sorprenent" consum de combustible gràcies als seus 100 km per galó.

## Altres models
El 1949, Tandon va llançar la Superglid de 122 cc en format de model convencional: canvi de velocitats al peu i un nou bastidor amb suspensió posterior de basculant. Tot i així, la suspensió en si mateixa era molt inusual, ja que els amortidors van ser substituïts per una palanca de dos braços suportada per blocs de goma per a la suspensió i un bloc de goma dura que suportava l'acció de compressió, tot això situat sota la caixa de canvis.
Les vendes creixents van permetre a Tandon de traslladar-se a uns locals més grans de Watford mateix, passant de Bushey Hall Road a Colne Way, i presentar la Superglid Supreme de 197 cc amb un motor més gran.
El model de trial Kangaroo de 122 cc, de curta durada (1951–1953) però relatiu èxit, comptava amb l'atractiu d'una gran distància al terra i un pes lleuger. La seva versió Kangaroo Supreme de 197 cc incloïa també amortidors convencionals a la suspensió posterior de basculant. El 1956, el model Tram de 200 cc va tenir èxit en superar una BSA de 500 cc de fàbrica en una cursa de "handicap" a Irlanda.
La Imp de 122 cc va substituir la Milemaster. Tot i que la primera Imp sacrificava la suspensió posterior per tal d'aconseguir un pes lleuger, la posterior Imp Supreme de 197 cc va adoptar ja la suspensió posterior convencional. El 1954 es van llançar nous models de carretera amb suspensió posterior convencional, bastidors més forts i motors més grans: la Monarch (també coneguda com a Sprite) amb motor British Anzani de dos temps de 224 cc (i posteriorment, de 322 cc) i la Viscount bicilíndrica, també coneguda com a Twin Supreme. Cap de les dues no duia com a opció estàndard la forquilla anterior telescòpica que duein els anteriors models de Tandon, sinó que disposaven d'una disposició de forquilla Armstrong Earles.
Aquests dos models i el nou escúter Starlett de 99 cc no van poder evitar que Tandon Motors Limited fos tancada el 1955 pel Commissioner of Customs and Excise del Regne Unit, ja que les seves vendes eren insuficients pel fet de tenir una xarxa de concessionaris que no s'estenia més enllà de Londres. Tanmateix, Devdutt Tandon va poder continuar fabricant les seves motocicletes a través de la seva altra empresa Indian Commerce & Industries Limited fins al 1959.